# Fürst-Wrede-Kaserne
Die Fürst-Wrede-Kaserne ist eine militärische Liegenschaft am Standort München im Stadtteil Freimann, die 1936 vom Heeresbauamt München ostwärtig der Ingolstädter Straße als Verdun-Kaserne der deutschen Wehrmacht errichtet wurde. Am 17. April 1972 wurde der Kaserne der Name des bayerischen Generalfeldmarschalls Carl Philipp von Wrede verliehen.

## Beschreibung
Die Kaserne diente ursprünglich der Stationierung einer Artillerieabteilung und einer vollmotorisierten Panzerjägerabteilung (Panzerabwehrabteilung 7). Nach Ende des Zweiten Weltkriegs erhielt die Liegenschaft von der US Army den Namen Will-Kaserne und wurde ausgebaut. Zuletzt waren dort Teile der 24. US-Infanteriedivision untergebracht.
Der nördliche Teil des Kasernengrundstücks wurde 2006 vom Bund an den FC Bayern München verkauft. Seit 2017 liegt dort auf 30 Hektar Fläche das Leistungszentrum des FC Bayern.
Von 2008 bis 2010 wurde die Infrastruktur der Kaserne im Rahmen einer sogenannten öffentlich-privaten Partnerschaft von einer Hochtief-Tochter umgebaut und saniert und wird bis 2028 von ihr betrieben (Objektinstandhaltung, Außenanlagenpflege, Gebäudereinigung, Ver- und Entsorgung, Bewachung). Der Vertrag hat ein Gesamtvolumen von über 160 Millionen Euro (davon nahezu 60 Millionen für Baumaßnahmen). Dies ist die erste öffentlich-private Partnerschaft des Bundes im Hochbau und dient als deutschlandweites Pilotprojekt.
Die Kaserne ist mit der westlich der Ingolstädter Straße gelegenen Ernst-von-Bergmann-Kaserne  mit einer Fußgängerbrücke verbunden.

## Aktuell stationierte Einheiten
- Landeskommando Bayern, LKdo BY, Aufstellung: 01.01.2007
  - Landesregiment (Ergänzungstruppenteil 1), LRgt (ErgTrT 1), Aufstellung: 01.04.2019
  - Stabs- und Versorgungskompanie Landesregiment (Ergänzungstruppenteil 2), St/VersKp LRgt (ErgTrT 2), Aufstellung: 01.04.2019
  - Verbindungskommando Sanitätsdienst Landeskommando/Landesregierung Bayern, VKdo San LKdo/LReg BY, Aufstellung: 01.07.2014
  - Familienbetreuungszentrum München, FBZ München, Aufstellung: 01.02.2013
  - Jugendoffizier München, JgdOffz München, Aufstellung: 01.02.2013
  - Freiwillige Reservistenarbeit München, Aufstellung: 01.02.2013
  - Fachlich unterstellt, Unterstützungspersonal Standortältester München, UstgPers StOÄ München, Aufstellung: 01.02.2013
- Zivilberufliche Aus- und Weiterbildung Betreuungsstelle München, ZAW BeSt München, Aufstellung: 01.10.2014
- Bundeswehrfachschulbetreuungsstelle München, BwFachSBetrSt München, Aufstellung: 01.10.2014
- Evangelisches Militärdekanat München, EMilD München, Aufstellung: 01.11.2015
- Katholisches Militärdekanat München, KMilD München, Aufstellung: 01.08.2007
- Kraftfahrausbildungszentrum München, KfAusbZentr München, Aufstellung: 01.04.2011
- BWI Informationstechnik GmbH München Garching, BWI IT München Garching, Aufstellung: 01.11.2009
- Materialprüftrupp München, MatPrfTrp München, Aufstellung: 01.04.2018
- Außenstelle Technische Überwachung der Bundeswehr 3, ASt TÜBw 3, Aufstellung: 01.01.2013
- Tierschutzbeauftragter Bundeswehr, TierSchBeauftrBw, Aufstellung: 01.03.2015
- Begutachtung Süd, Aufstellung: 01.04.2018
- Feldjägerregiment 3, FJgRgt 3, Aufstellung: 01.10.2013
  - 1. Feldjägerregiment 3, 1./FJgRgt 3, Aufstellung: 01.10.2013
  - 3./Feldjägerregiment 3, 3./FJgRgt 3, Aufstellung: 01.04.2014
  - 10./Feldjägerregiment 3 (Ergänzungstruppenteil 2), 10./FJgRgt 3 (ErgTrT 2), Aufstellung: 01.04.2014
  - 12./Feldjägerregiment 3 (Ergänzungstruppenteil 2), 12./FJgRgt 3 (ErgTrT 2), Aufstellung: 01.04.2014

## Ehemalige Einheiten der Bundeswehr
1969 wurde die Kaserne von der Bundeswehr übernommen. Bis Anfang der 1990er-Jahre waren in der Kaserne das Flugabwehrregiment 200 (FlaRgt 200; aufgelöst am 31. März 1994), die Drohnenbatterie 200 (mit dem Aufklärungssystem Drohne Canadair CL-289, unterstellt dem Artillerieregiment 4 in Regensburg später Cham) und die 4. Kompanie des Instandsetzungsbataillons 210 (4./InstBtl 210) mit Sitz des Stabes in Engstingen untergebracht.

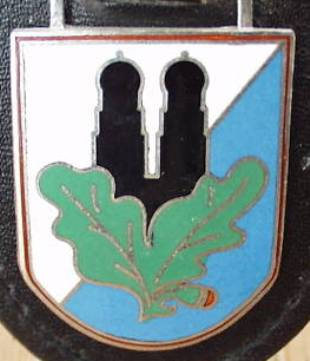
Wappen des JgBtl 531 und des PzGrenBtl 561

Zusätzlich beherbergte die Kaserne in den 1970er Jahren das Jägerbataillon 531 "Münchner Jäger", das inklusive seiner Geräteeinheit Jägerbataillon 532 zum Heimatschutzkommando 18 gehörte. Dieses Jägerbataillon 531 darf nicht mit dem gleichnamigen Jägerbataillon 531 in Ahlen, das Jägerbataillon 532 nicht mit dem Jägerbataillon 532 in Euskirchen verwechselt werden. Aus dem Jägerbataillon 531 wurde 1981 das Panzergrenadierbataillon 561, aus dem Jägerbataillon 532 das Jägerbataillon 661. Beide waren dann in der Bayern-Kaserne angesiedelt.
Ab 1993 verlegte das Feldjägerbataillon 760 seinen ehemals in der Bayern-Kaserne zusammen mit der 1. und 3. Kompanie stationierten Bataillonsstab in die Fürst-Wrede-Kaserne; das Feldjägerbataillon 760 wurde 2003 in Feldjägerbataillon 451 umbenannt.
| Truppenteil                                                                 | Abkürzung                               | Zeitraum der Stationierung                     | Verbleib / Zusätzliche Information                                                         |
| --------------------------------------------------------------------------- | --------------------------------------- | ---------------------------------------------- | ------------------------------------------------------------------------------------------ |
| 4./Instandsetzungsbataillon 210                                             | 4./InstBtl 210                          | Am Standort mindestens von 1981 bis 1989.      | Korpstruppen des II. Korps der Bundeswehr                                                  |
| Fernmeldenachschub- und Instandsetzungskompanie 200                         | FmNsch-/InstKp 200                      | Aufstellung: 1972, Auflösung: 30.09.1975       | Umbenennung in 4./InstBtl 210.                                                             |
| Drohnenbatterie 200                                                         | DroBttr 200                             | Aufstellung: 01.10.1985, Auflösung: 31.12.2003 | Korpstruppe II. Korps, unterstellt Artilleriekommando 2                                    |
| Flugabwehrführungsgruppe 210                                                | FlaFüGrp 210                            | Am Standort mindestens von 1989 bis 1989.      |                                                                                            |
| Flugabwehrregiment 200                                                      | FlaRgt 200                              | Aufstellung: 1981, Auflösung: 31.03.1994       | Korpstruppe II. Korps, unterstellt Flugabwehrkommando 2                                    |
| 3./gemischtes Instandsetzungsbataillon 220                                  | 3./gemInstBtl 220                       | Aufstellung: 16.10.1966, Auflösung: 30.09.1972 | Korpstruppe II. Korps, unterstellt Instandsetzungskommando 2Umbenennung in 2./InstBtl 480. |
| 2./Instandsetzungsbataillon 480                                             | 2./InstBtl 480                          | Aufstellung: 01.10.1972, Auflösung: 30.09.1975 | Umbenennung in 4./GebInstBtl 8.                                                            |
| 2. Luftverteidigungsdivision                                                | 2. LvDiv                                | Aufstellung: 01.04.1959, Verlegung: 30.07.1959 |                                                                                            |
| 4./Gebirgsbeobachtungsbataillon 83                                          | 4./GebBeobBtl 83                        | Aufstellung: 1980, Auflösung: 1993             |                                                                                            |
| Kalibrierlabor 22 (mot)                                                     | KalLab 22 (mot)                         | Aufstellung: 01.04.1982, Auflösung: 30.06.2002 |                                                                                            |
| 4. Grenadierdivision                                                        | 4. GrenDiv                              | Aufstellung: 1956, Verlegung: 15.09.1956       |                                                                                            |
| Bundeswehrfachschul-/Zivile Aus- und Weiterbildungsbetreuungsstelle München | BwFachS/ZAW-BetrSt München              | Aufstellung: 01.04.2006, Auflösung: 31.03.2015 |                                                                                            |
| Evangelischer Standortpfarrer München III                                   | EvStOPf München III                     | Am Standort mindestens von 1985 bis 1986.      |                                                                                            |
| Evangelisches Militärdekanat München                                        | EMilD München                           | Aufstellung: 01.07.2007, Auflösung: 30.04.2013 | Neuaufstellung in der Dachauer Straße.                                                     |
| Fahrschulgruppe München 1                                                   | FahrSGrp München 1                      | Aufstellung: 01.01.1986, Auflösung: 31.03.1994 | Fusionierung mit den anderen Münchener Fahrschulgruppen zum KfAusbZentr München.           |
| Kraftfahrausbildungszentrum Militärkraftfahrlehrer München                  | KfAusbZentr MKL München                 | Aufstellung: 01.12.2007, Auflösung: 01.04.2011 | Umbenennung in KfAusbZentr München.                                                        |
| Feldjägerbataillon 760                                                      | FJgBtl 760                              | Aufstellung: 02.11.1971, Auflösung: 30.09.2002 | Umbenennung in FJgBtl 451.                                                                 |
| Mobilmachungsvorbereitungsgruppe Feldjägerbataillon 760                     | MobVorbGrp FJgBtl 760                   | Am Standort mindestens von 1989 bis 1993.      |                                                                                            |
| Feldjägerbataillon 451                                                      | FJgBtl 451                              | Aufstellung: 01.10.2002, Auflösung: 31.10.2013 |                                                                                            |
| 1./Feldjägerbataillon 451                                                   | 1./FJgBtl 451                           | Aufstellung: 01.10.2002, Auflösung: 31.10.2013 |                                                                                            |
| 2./Feldjägerbataillon 451                                                   | 2./FJgBtl 451                           | Aufstellung: 01.10.2002, Auflösung: 30.04.2014 |                                                                                            |
| 6./Feldjägerbataillon 451 (Ergänzungstruppenteil 2)                         | 6./FJgBtl 451 (ErgTrT 2)                | Aufstellung: 15.02.2007, Auflösung: 30.04.2014 |                                                                                            |
| Regionales Netzführungszentrum Süd                                          | RegNFüZ Süd                             | Aufstellung: 1993, Auflösung: 30.09.1996       | Umbenennung in RegNFüZ 60.                                                                 |
| Regionales Netzführungszentrum 60                                           | RegNFüZ 60                              | Aufstellung: 01.10.1996, Auflösung: 30.09.2008 |                                                                                            |
| Landeskommando Bayern - Familienbetreuungszentrum München                   | LKdo BY - FBZ München                   | Aufstellung: 01.01.2007, Auflösung: 31.01.2013 | Umbenennung in FBZ München.                                                                |
| Materialprüfkommando IV                                                     | MatPrfKdo IV                            | Aufstellung: 01.01.2009, Auflösung: 30.06.2012 | Neuaufstellung zum 01.07.2012.                                                             |
| Materialprüfkommando IV                                                     | MatPrfKdo IV                            | Aufstellung: 01.07.2012, Auflösung: 31.03.2019 |                                                                                            |
| Materialprüftrupp IV/1                                                      | MatPrfTrp IV/1                          | Aufstellung: 01.01.2009, Auflösung: 30.06.2012 | Neuaufstellung zum 01.07.2012.                                                             |
| Materialprüftrupp IV/1                                                      | MatPrfTrp IV/1                          | Aufstellung: 01.07.2012, Auflösung: 31.03.2019 |                                                                                            |
| Prüfgruppe § 78 BHO 43                                                      | PrfGrp§78BHO 43                         | Aufstellung: 01.04.1997, Auflösung: 30.06.2012 | Neuaufstellung zum 01.07.2012.                                                             |
| Prüfgruppe § 78 BHO 43                                                      | PrfGrp§78BHO 43                         | Aufstellung: 01.07.2012, Auflösung: 31.03.2019 |                                                                                            |
| Außenstelle Begutachtung Süd                                                | ASt Begutachtung Süd                    | Aufstellung: 01.01.2013, Auflösung: 31.03.2018 | Umbenennung in Begutachtung Süd.                                                           |
| Wehrbereichskommando IV - Jugendoffizier München                            | WBK IV - JgdOffz München                | Aufstellung: 01.01.2007, Auflösung: 31.01.2013 | Umbenennung in Jugendoffizier München.                                                     |
| Feldjägerbataillon 762 (Geräteeinheit)                                      | FJgBtl 762 (GerEinh)                    | Aufstellung: 1980, Auflösung: 30.06.2006       |                                                                                            |
| Fernmelderevisionsdiensttrupp 623/113                                       | FmRevDstTrp 623/113                     | Am Standort mindestens von 1989 bis 1989.      |                                                                                            |
| Fernmelderevisionsdiensttrupp 623/133                                       | FmRevDstTrp 623/133                     | Am Standort mindestens von 1989 bis 1989.      |                                                                                            |
| Fernmelderevisionsdiensttrupp 623/133                                       | FmRevDstTrp 623/133                     | Am Standort mindestens von 1989 bis 1989.      |                                                                                            |
| Festes Fernmeldezentrum der Bundeswehr 663/900                              | FFmZBw 663/900                          | Aufstellung: 01.10.2006, Auflösung: 31.03.2009 |                                                                                            |
| Fernmeldesystemzentrum der Bundeswehr München                               | FmSysZBw München                        | Aufstellung: 01.04.1991, Auflösung: 01.10.2006 | Umbenennung in FFmZBw 553/900.                                                             |
| Mobilmachungsvorbereitungsgruppe Heimatschutzbrigade 66                     | MobVorbGrp HSchBrig 66                  | Am Standort mindestens von 1989 bis 1989.      |                                                                                            |
| Katholischer Standortpfarrer München III                                    | KathStOPf München III                   | Am Standort mindestens von 1985 bis 1986.      |                                                                                            |
| Materialausstattung Sanitätsbereich 65/19                                   | MatAusstg SanBer 65/19                  | Aufstellung: 01.07.1972, Auflösung: 30.09.1998 |                                                                                            |
| mittlere Instandsetzungskompanie 201                                        | mInstKp 201                             | Aufstellung: 01.10.1966, Auflösung: 16.10.1966 | Umbenennung in 3./gemInstBtl 220.                                                          |
| 4./Gebirgsinstandsetzungsbataillon 8                                        | 4./GebInstBtl 8                         | Aufstellung: 01.10.1975, Auflösung: 31.12.2003 |                                                                                            |
| Kasernenfeldwebel München 2                                                 | KasFw München 2                         | Aufstellung: 01.04.1981, Auflösung: 31.03.1999 |                                                                                            |
| Standortfernmeldeanlage 623/121                                             | StOFmAnl 623/121                        | Am Standort mindestens von 1989 bis 1989.      |                                                                                            |
| Truppenarzt München 1                                                       | TrArzt München 1                        | Aufstellung: 01.04.1984, Auflösung: 31.12.1998 |                                                                                            |
| Wehrbereichskommando IV "Süddeutschland"                                    | WBK IV "Süddeutschland"                 | Aufstellung: 2001, Auflösung: 31.03.2013       | Stationierungskonzept 2011                                                                 |
| Zahnstation (Terr) H 640 München-Freimann 2                                 | ZahnStn (Terr) H 640 München-Freimann 2 | Aufstellung: 01.10.1974, Auflösung: 31.03.1981 |                                                                                            |
| Zahnarztgruppe 612/2                                                        | ZahnArztGrp 612/2                       | Aufstellung: 01.04.1981, Auflösung: 31.12.1996 |                                                                                            |